# 諾頓太陽光電場
諾頓太陽光電場（英語：Norton Solar Power Station）是一座位於辛巴威西馬紹納蘭省諾頓、仍在計劃中的太陽能光電場，由辛巴威政府和白俄羅斯獨立投資人共同合作開發。諾頓太陽能光電場預計以獨立發電廠模式經營，並由辛巴威電力供應局保證購電25年。
諾頓太陽能光電場位於辛巴威首都哈拉雷西南方約51（32英里）的西馬納紹蘭省諾頓市，辛巴威政府已確定光電場用地位置，建設經費約1億255萬美元。該場裝置容量約為100千瓩。辛巴威電力供應局與諾頓太陽光電場的購電合約顯示，該局將保證購電25年，將電力匯入國家發電網中。本案的白俄羅斯投資人將開立專責可再生能源發電業務及投資事業的公司，可稱為諾頓太陽能公司。